# Parus
Parus er en slægt af fugle i familien mejser. Der findes 26 arter, hvoraf de 15 kun findes i Afrika og andre 10 kun i Asien. En enkelt art, musvit (Parus major), yngler i det meste af Europa foruden det nordligste Afrika og dele af Asien. 
Bestanden af en enkelt art hvidnakket mejse (Parus nuchalis) fra Indien bliver betragtet som "sårbar" i den internationale rødliste fra IUCN.
|                                     |
| Kapmejse, Parus afer, fra Sydafrika |

| |
| Grå musvit, Parus cinereus, her fra Indonesien bliver af nogle opfattet som en underart af musvit. |